# Українсько-маньчжурські відносини
Українсько-маньчжурські відносини

## Український рух
Після революційних подій 1917 року в Російській імперії, значно активізувався й національно-визвольний рух українців у Маньчжурії. Провідником цього руху була Маньчжурська округа з окружною радою в Харбіні (створена 1917 p.), яка очолила організоване українське життя в Маньчжурії.
Маньчжурська окружна рада підтримувала тісні зв'язки з Києвом і після III З'їзду вирішила послати до українського уряду свою делегацію, яку очолив голова Ради Петро Твердовський. Делегація прибула до Києва наприкінці травня 1918 p. Після приїзду П.Твердовський передав від імені Маньчжурської окружної ради до Міністерства закордонних справ України таку петицію:
1. Вимагати від російського уряду визнати далекосхідний Зелений Клин частиною України;
2. Негайно відкликати з Зеленого Клину всі озброєні російські частини і передати наявну зброю українським властям;
3. Призначити українського старосту на весь край, долучаючи сюди й смугу відчуження Маньчжурської залізниці;
4. Призначити військового начальника краю, за винятком Маньчжурії;
5. Призначити начальника Заамурської округи, який там був і раніше;
6. Тимчасово залишити всі власті, які там були до більшовиків, до особливого розпорядження українського уряду;
7. Утворити при міністерстві в Києві спеціальний відділ у справах Зеленого Клину;
8. Дозволити мати своє власне військо;
9. До Харбіну, як міжнародного міста, призначити українського консула;

І хоча тоді П.Твердовського було номіновано українським консулом на Далекому Сході, а головам окружних рад були надані певні консульські повноваження «по захисту прав і інтересів українських громадян у Московщині», об'єктивно військово-політична ситуація, яка складалася
тоді не на користь Української держави, не сприяла вирішенню проблеми Зеленого Клину, як того хотіли маньчжурські українці.
Коли Твердовський повернувся до Харбіну, становище на Далекому Сході було вкрай складне. Чеські підрозділи почали боротьбу з більшовиками, і влада в Сибіру опинилася в руках уряду на чолі з Вологодським. Вологодський і провід чесько-словацьких легіонів дали дозвіл Твердовському утворити на Далекому Сході українське військо з місцевих українців. Проте незабаром реакційні російські кола, що прийшли до влади в Сибіру й на Далекому Сході, почали цьому перешкоджати, а далі — й забороняти.
29 червня 1918 p. владу на Амурщині захопив російський есер Алексєєвський. Він провів арешти найактивніших українців, заборонив окружну раду.
Національний рух в Маньчжурії підтримував тісні зв'язки з представниками Зеленої України. 24 жовтня у Владивостоці відбувся IV Український далекосхідний надзвичайний з'їзд. Керував з'їздом Микола Новицький, його заступниками були Федір Стешко й Федір Тоцький, писарями — Дмитро Боровик та Степан Кукуруза. Склад представників на цьому з'їзді був непропорційний: майже не було селян, зовсім не було представників від Забайкалля; з Примор'я, за винятком Владивостока, також прибуло мало делегатів. Зате з Маньчжурії — понад третини всіх учасників. Крім того, консул П. Твердовський запросив на з'їзд двох представників козацтва.
Делегати схвалили прокламацію «До народів світу» із закликом визнати за Україною право повної національної незалежності. Крім того, вони висували свої обґрунтовані вимоги здобути собі автономні культурні права на своєму терені.
З'їзд обрав Секретаріат розширеного складу. До нього ввійшли Юрій Мова, Федір Стешко, Йоакинф Осипенко, Антон Родіонов і Яків Сигницький.
Чимало уваги IV З'їзд приділив організації національного українського війська на Далекому Сході. Коли спроба організувати український полк на ст. Ехо в Маньчжурії не вдалася (акція консула П. Твердовського та генерала Б. Хрещатицького), Секретаріат порозумівся щодо цього з генералом Івановим-Риновим, призначеним головнокомандуючим всього Далекого Сходу. Генерал Вериго дістав від Іванова-Ринова розпорядження організувати українське «Вільне Козацтво» та склав угоду з Секретаріатом, що той у справах «Вільного Козацтва» буде підпорядкований Крайовій раді.
Проте, через репресії діячів українського руху спочатку білогвардійцями, а після повної окупації Далекого Сходу більшовиками та встановлення режиму червоного терору, національно-визвольний рух було ліквідовано. Українці, яким вдалося врятуватися, здебільшого переселялися до Маньчжурії. Але активні дії зі створення національної автономії тимчасово відійшли на другий план.

## ОУН на Далекому Сході

Герб ОУН

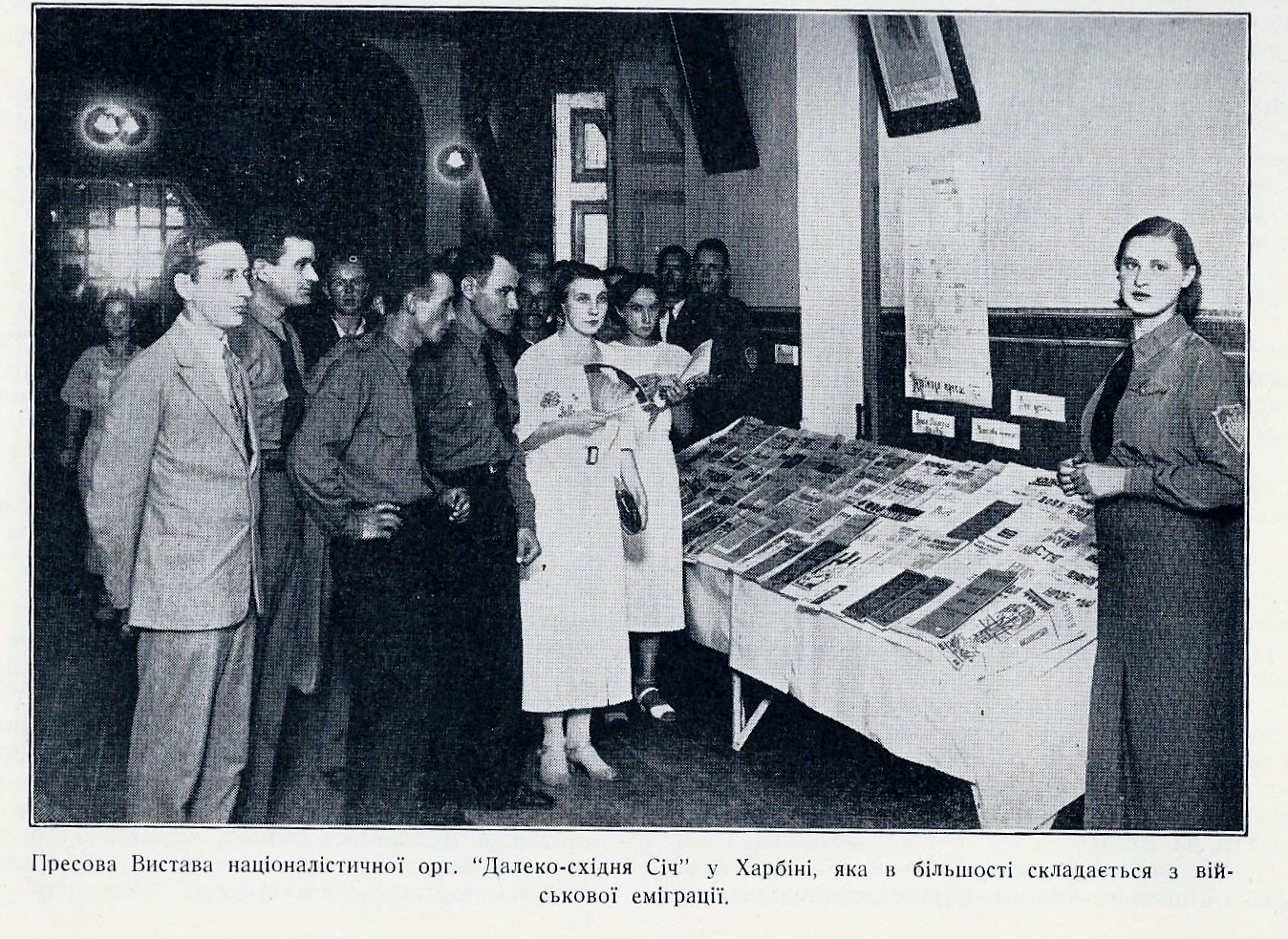
Пресова вистава націоналістичної організації «Далекосхідна Січ» м. Харбін.

У своїй діяльності Організація Українських Націоналістів на Далекому Сході проводила власну політичну лінію, передусім опираючись на власні сили, й намагалася бути її суб'єктом та незалежним чинником формування. У взаємовідносинах між ОУН та Японією на Далекому Сході виділяються п'ять періодів, які характеризувала й активна співпраця, й протидія, й нейтралітет.
- Перший припадає на 1930–1934 роки коли відбувалося налагодження офіційних зв'язків;
- Другий період — 1934 — літо 1939: розгортання найактивнішої співпраці в боротьбі проти комунізму;
- Третій — осінь 1939 — січень 1942 протидія з боку японської адміністрації діяльності українським установам і організаціям, які перебували під контролем ОУН;
- Четвертий — літо 1943 — весна 1944: намагання японської влади включити й підпорядкувати українські структури російській еміграційній організації та використати українців у власних інтересах;
- П'ятий — травень 1944 — серпень 1945: домовленість про ведення спільної боротьби проти комунізму та про не ведення ворожої діяльності щодо однієї із сторін.

В вересні–грудні 1931 року японські війська окупували Китайську Маньчжурію. 1 березня 1932 року на захоплених територіях під протекторатом Японії була проголошена Маньчжурська держава на чолі з імператором Пу І.
На той час, у Маньчжурії українська діаспора, за різними даними, становила 20-30 тисяч осіб й була зосереджена в містах — Харбіні (проживало 15–20 тисяч осіб), Мукдені, Даляні, Гіріні. Також великі громади українців були в Шанхаю (видавали часописи — «Шанхайська Громада», «Український голос на Далекому Сході»), Ціндао (друкували часопис «На Далекому Сході»), Тяньцзіні, Ханчжоу.
Наприкінці 1920-х на початку 1930-х років у Харбіні українці заснували Українську Національну Колонію (УНК) на чолі з д-р Барченком, Український Національний Дім (УНД), Українську Далекосхідну Січ (УДС), Союз Української Молоді (СУМ), діяло товариство Просвіта на чолі з Іваном Паславським та видавався «Український вісник» під редакцією Івана Світа. З 1934 року в Харбіні заходами української громади було налагоджено випуск україномовних радіопередач.
Полковник Євген Коновалець, нав'язавши співробітництво з японськими військовими колами в боротьбі проти комунізму, висилав через Токіо в Маньчжурію членів ОУН з завданням наладнати зв'язки з українським населенням Зеленого Клину, з вояками-українцями, що служать у Червоній армії на Далекому Сході, із політичними в'язнями радянських концтаборів. Завданням груп ОУН, висланих на Далекий Схід, було назовні — провадити громадсько-політичну діяльність серед української діаспори Маньчжурії, а насправді — налагодити зв'язок ОУН з українцями Сибіру та намагатися організовувати співпрацю на місцях із японцями. Заходами ПУНу було видано японською мовою книгу про Україну, а також здійснено деякі спроби з Японії через місто Владивосток встановити лінію зв'язку ОУН з Києвом.
Свою діяльність ОУН мала поширювати, передусім, на Зелений Клин — південну частину Далекого Сходу (Хабаровський край, Приморська й Амурська області СРСР) площею понад 500 тисяч км² із населенням 2,5 мільйони. З них, згідно з переписом 1926 року, українці становили 47 % (на 1 тисячу припадало — 477 українців, 160 — росіян, 32 — білоруси тощо). Українці компактно проживали в районах міста Благовіщенська та озера Ханка, а також українські поселення були розкидані на Зейсько–Буреїнській й Усурійсько–Ханківській рівнинах.
У зв'язку з цими планами діяльності ОУН на Далекому Сході Коновалець вислав 1934 року до Маньчжурії Омельяна Хмельовського — «Бориса Куркчі», а 1935 — Миколу Митлюка — «Богдана Лукавенка» і Михайла Затинайка — «Романа Корду-Федоріва». М. Митлюк загинув 1936 року, переходячи радянський кордон по р. Амурі в організаційних справах. Переходи через кордон влаштовували й були відповідальними за них Юрій Олександрович Рой та М. Затинайко — «Роман Корда-Федорів».
В 1937 році прибули на Далекий Схід Михайло Гнатів–"Чорний", Григорій Купецький–"Джура" і Григорій Файда–"Бомба", що належали до вишкільної групи М. Колодзінського — «Кума». Після загибелі М. Митлюка представником ОУН на Далекому Сході став д‑р Михайло Мілько.
Велике пожвавлення серед українців Маньчжурії викликала звістка про створення Карпатської України. До УДС масово стали вступати українці, які до цього були інертними, та вимагати видачі паспортів і надання підданства Карпатської України.
У листопаді 1941 року японська військова місія у Харбіні в особі Акагі-сана проводила зустрічі з Григорієм Купецьким щодо відновлення попередньої співпраці. Вже після переговорів із полковником японської армії були досягнуті домовленості про співпрацю ОУН і Японії. Перед Різдвом 1942 року в Харбіні вийшла газета «Сурма» як офіційний орган ОУН на Далекому Сході.
Японська адміністрація Маньчжурії організувала за 20 км від Харбіна табір для втікачів-українців з СРСР (Примор'я і Забайкалля). Також представники ОУН на Далекому Сході прагнули втілити ідею незалежної Далекосхідної Зеленої України. Для цього було підготовлено плани створення й затвердження персонального складу уряду й усіляко переконувано японців, щоб на зайнятих територіях організовувати українську адміністрацію навіть там, де українці були у меншості.
Навесні 1944 року японці пішли на поступки українцям, дозволивши обрати новий провід УНК. Його очолив інженер О. С. Вітовський, крім того, обрано Раду старійшин на чолі з Миколою Самарським, а її секретарем став Г. Купецький. Також для УНК було виділено недалеко Харбіна земельну ділянку під хутір, який отримав назву «Сангарійська Січ».
Восени 1944 року японська адміністрація почала організовувати військові відділи з іноземців, більшість із яких складали росіяни. Туди ж японці намагалися включати й українців, але заходами ОУН більшість українців відмовилися туди вступати. 19 серпня 1945 року радянські війська зайняли Харбін, й одразу ж були арештовані і розстріляні провідні діячі УНК — О. С. Вітковський, М. Я. Нетребенко, І. П. Шевченко, М. І. Заїка та сотні інших.
Більшість вцілілих членів ОУН виїхали з Харбіна 15 серпня 1945 року до міста Тяньцзінь, а далі до Шанхаю, де було створено Українську громаду. Її очолював член ОУН М. Гнатів — «Сергій Іванович Василів». До неї входило понад 150 дійсних членів. На її базі було створено Український Допомоговий Комітет — чиє основне завдання — вивозити українців до США, Австралії та Аргентини. До 1949 року більшість українців з Китаю УДК разом з американською організацією IRO (International Refugee Organization) переправив з Шанхаю на Філіппіни. Основну роботу в УДК щодо переправляння втікачів виконував М. Гнатів з допомогою Миколи Лебедя.